# Niger ai Giochi della XXIX Olimpiade
Il Niger ha partecipato ai Giochi della XXIX Olimpiade di Pechino, svoltisi dall'8 al 24 agosto 2008, con una delegazione di 5 atleti.

## Atletica leggera
| Gara                     | Atleta                   | Batterie | Batterie | Semifinali | Semifinali | Finale | Finale |
| Gara                     | Atleta                   | Tempo    | Pos.     | Tempo      | Pos.       | Tempo  | Pos.   |
| ------------------------ | ------------------------ | -------- | -------- | ---------- | ---------- | ------ | ------ |
| 400 m maschili           | Harouna Garba            | 55"14    | 7        |            |            |        |        |
| 400 m ostacoli femminili | Rachidatou Seini Maikido | 1'03"19  | 7        |            |            |        |        |

## Nuoto
| Gara                        | Atleta                       | Batterie | Batterie | Semifinali | Semifinali | Finale | Finale |
| Gara                        | Atleta                       | Tempo    | Pos.     | Tempo      | Pos.       | Tempo  | Pos.   |
| --------------------------- | ---------------------------- | -------- | -------- | ---------- | ---------- | ------ | ------ |
| 50 m stile libero maschili  | Mohamed Alhousseini Alhassan | 30"90    | 95       |            |            |        |        |
| 50 m stile libero femminili | Mariama Souley Bana          | 40"83    | 90       |            |            |        |        |

## Taekwondo
| Gara  | Atleta          | Ottavi                              | Tabellone principale | Tabellone principale | Tabellone principale | Ripescaggi | Ripescaggi |
| Gara  | Atleta          | Ottavi                              | Quarti               | Semifinali           | Finale               | Semifinali | Finale     |
| ----- | --------------- | ----------------------------------- | -------------------- | -------------------- | -------------------- | ---------- | ---------- |
| 57 kg | Lailatou Amadou | Debora Nunes (Brasile) squalificata |                      |                      |                      |            |            |